# ولاية أضنة العثمانية
ولاية أضنة ولاية عثمانية كانت تضم منطقة أضنة. تحدها من الشرق والجنوب ولاية حلب ومن الشمال .
كانت تضم خمسة سناجق هي:
- سنجق أضنة
- سنجق إيتشيل
- سنجق جبل البركات أو العثمانية
- سنجق قوزان
- سنجق مرسين